# Mastigosporium muticum
Mastigosporium muticum är en svampart som först beskrevs av Pier Andrea Saccardo, och fick sitt nu gällande namn av Gunnerb. 1971. Mastigosporium muticum ingår i släktet Mastigosporium, divisionen sporsäcksvampar och riket svampar.   Inga underarter finns listade i Catalogue of Life.